# Martín Chernacov
Martín Simón Chernacov Sevelin (* 17. Oktober 1965 in Calle Blancos) ist ein ehemaliger costa-ricanischer Skirennläufer.

## Karriere
1992 nahm Chernacov an den Olympischen Winterspielen in Albertville teil. Dort schied er jedoch bei seinem einzigen Start im Riesenslalom aus. Dies war zugleich sein einziger internationaler Auftritt als Skirennläufer.

## Privates
Sein Bruder Gabriel Chernacov nahm 1992 ebenfalls als Skirennläufer an den Olympischen Winterspielen teil.

## Erfolge

### Olympische Winterspiele
- Albertville 1992: DNF Riesenslalom